# Landesrechnungshof Brandenburg
Der Landesrechnungshof Brandenburg ist gemäß Art. 107 der Verfassung von Brandenburg eine unabhängige, nur dem Gesetz unterworfene oberste Landesbehörde.

## Aufgaben
Seine Aufgabe ist die Prüfung der gesamten Haushalts- und Wirtschaftsführung des Landes Brandenburg einschließlich der Sondervermögen und der Betriebe des Landes. Dabei sollen die Ordnungsmäßigkeit der Haushalts- und Wirtschaftsführung untersucht sowie Fehlentwicklungen entdeckt und aufgedeckt werden. Besonderes Augenmerk legt der Rechnungshof auf Einhaltung der gesetzlichen Bestimmungen sowie der Verwaltungsvorschriften und -grundsätze. Zeit, Art und Umfang der durchgeführten Prüfungen bestimmt der Rechnungshof selbst. In einem jährlichen Bericht gegenüber dem Landtag von Brandenburg fasst er seine Ergebnisse und darauf basierende Empfehlungen zusammen.

## Struktur
Mitglieder des Landesrechnungshofs sind der Präsident sowie die Leiter der einzelnen Abteilungen. Sie genießen richterliche Unabhängigkeit. Der Landesrechnungshof verfügt über vier Prüfungsabteilungen mit insgesamt zwölf Prüfungsgebieten. Verwaltungsaufgaben werden durch die Präsidialabteilung wahrgenommen. Der Landesrechnungshof verfügt neben seinem Hauptsitz in Potsdam über eine Außenstelle in Cottbus.

## Rechtsgrundlagen
Rechtsgrundlagen für die Arbeit des Landesrechnungshofs sind neben der Verfassung von Brandenburg, unter anderem die Landeshaushaltsordnung, das Gesetz über den Landesrechnungshof Brandenburg sowie die dazu erlassene Geschäftsordnung.

## Präsidenten
- 1991–1995: Eberhard Fricke
- 1995–1998: Horst Maschler
- 1998–2007: Gisela von der Aue
- 2007–2012: Thomas Apelt
- 2012–2024: Christoph Weiser
- seit 2024: Harald Kümmel